# Ellie Roebuck
Ellie Roebuck   (Sheffield, 23 de setembre de 1999) és una futbolista professional anglesa que juga com a portera a l'Aston Villa Women Football Club i a la selecció anglesa.

## Trajectòria

### Manchester City
Roebuck va començar la seva carrera al centre d'excel·lència del Sheffield United, abans de marxar per unir-se al Manchester City, als 15 anys. En el futbol base, havia jugat amb Beighton Magpies a Sheffield.
El gener de 2018, va signar el seu primer contracte professional amb el Manchester City. Un mes més tard, va debutar amb el primer equip mantenint la porteria a blanc en un empat en un partit de lliga contra el Chelsea (0-0). El 23 de maig de 2019, després de formar part de l'equip que va guanyar la FA Cup i la Copa de la Lliga, va ampliar el seu contracte amb el Manchester City per dos anys més. Al final de la temporada 2019-20, va rebre el Guant d'Or de la Barclays FA WSL després d'haver mantingut deu porteries imbatudes en 16 aparicions a la lliga.
Roebuck es va perdre gran part de la temporada 2021-22 per una lesió al panxell, limitant-la a 10 aparicions a la lliga.
El 30 de març de 2024, va revelar que havia patit un infart al lòbul occipital. Sense jugar al Manchester City des que va rebre una targeta vermella el 21 de maig de 2023, el club va anunciar la seva sortida el 18 de maig de 2024.

### FC Barcelona
El 19 de juny de 2024, Barcelona va anunciar el fitxatge amb un contracte per a dues temporades. Després d'una única temporada i dos partits disputats es va rescindir el seu contracte per anar a l'Aston Villa de la lliga anglesa.

## Carrera internacional
Roebuck va jugar al Campionat d'Europa sub-17 del 2016, ajudant al seu equip a aconseguir el tercer lloc i a la Copa del Món Sub-17 de 2016 a Jordània. Roebuck va formar part de l'equip que va guanyar la medalla de bronze a la Copa del Món Sub-20 2018 a França.
Va debutar amb la selecció absoluta el 8 de novembre de 2018 contra Àustria. Ha participat als Jocs Olímpics de 2020, a l'Eurocopa 2022 on van guanyar el torneig i formà part de l'equip a la Copa del Món de 2023.

## Palmarès

### Manchester City
- FA Women's Super League: 2016
- Women's FA Cup: 2016–17, 2018–19, 2019–20
- FA Women's League Cup: 2016, 2018–19, 2021–22

### Futbol Club Barcelona
- Lliga espanyola: 2024-25
- Supercopa d'Espanya: 2024-25
- Copa espanyola: 2024-25

### Campionats de seleccions
- Subcampionat de la Copa del Món de 2023: 2023
- Eurocopa 2022: 2022
- Finalíssima Femenina: 2023
- Arnold Clark Cup: 2022 i 2023